# براندون سامبسون
براندون سامبسون (1997 بباتون روج في الولايات المتحدة - ) (بالإنجليزية: Brandon Sampson)‏ هو لاعب كرة سلة أمريكي في مركز مدافع مسدد الهدف. لعب مع LSU Tigers men's basketball ‏.

## وصلات خارجية
- براندون سامبسون على موقع إن بي أي (الإنجليزية)
- براندون سامبسون على موقع سبورتس رفرنس (الإنجليزية)
- براندون سامبسون على موقع كرة السلة الأوروبية.كوم (الإنجليزية)
- براندون سامبسون على موقع إي إس بي إن.كوم (الإنجليزية)
- براندون سامبسون على موقع كلية كرة السلة في سبورتس رفرنس.كوم (الإنجليزية)
- براندون سامبسون على موقع ريلجم (الإنجليزية)
- براندون سامبسون على موقع بروبوليرز (الإنجليزية)
- براندون سامبسون على موقع سبورتس رفرنس (الإنجليزية)